# Општина Гераешти (Њамц)
Гераешти (рум. Gherăeşti) општина је у Румунији у округу Њамц.
Oпштина се налази на надморској висини од 227 m.